# Windows Server 2008
Windows Server 2008 е операционна система, разработена от Майкрософт. Както името ѝ подсказва е ОС предназначена за сървъри.
Сървърна операционна система от следващо поколение, Windows Server 2008 позволява да се намали времето за изпълнение на рутинните задачи и да остава повече време за развитието на бизнеса. Microsoft Windows Server 2008 помага да се повиши гъвкавостта на сървърната инфраструктура и да се пести време. Мощните нови средства за управление и усъвършенстваните функции за защита гарантират пълен контрол на сървърите и разширена защита, като същевременно намаляват времето за изпълнението на рутинни задачи.
- Адаптиран за интернет. Опростява управлението на уеб сървърите с помощта на Internet Information Services 7.0, мощна интернет платформа за приложения и услуги. Тази модулна платформа има силно опростен интерфейс за управление, базиран на задачи, подобрения в управлението на сигурността и интегрирано следене на състоянието на уеб сайтове. Internet Information Server (IIS) 7 и .NET Framework 3.0 формират солидна основа за разработка на приложения, които свързват хората един с друг и с данните, които са им необходими, позволявайки им да визуализират, споделят и обработват информация.

- Виртуализация. Осъществява виртуализация на няколко операционни системи – Windows, Linux и други – на един физически сървър. Благодарение на тази технология и по-опростените и гъвкави политики за лицензиране може лесно да се възползва от всички предимства на виртуализацията. Използването на Terminal Services Gateway и Terminal Services RemoteApp позволява да имате безпроблемен отдалечен достъп и интеграция на отдалечените приложения в локалните ресурси, без да се налага да се използват технологии като VPN.

- Сигурност. Windows Server 2008 – най-сигурният продукт от цялата фамилия продукти Windows Server. Повишената сигурност на операционната система и новите възможности за защита, включително защитата за достъп до мрежата, федеративно управление на правата и домейн контролер, информацията върху който не може да бъде променяна, гарантират максимално ниво на защита на мрежата и данните. Технологията за защита на достъпа до мрежата (Network access protection) позволява да се изолират компютри, които не отговарят на корпоративните политики за сигурност и предлага как да бъдат отстранени. Федеративното управление на правата поддържа постоянна защита на конфиденциалните данни, намалява риска за неоторизиран достъп и формират платформа за комплексна защита на информацията. Домейн контролерите, които не позволяват модифициране на информацията върху тях, позволяват ограничена еднопосочна репликация на информацията от Active Directory и по-добра защита от неправомерна промяна.